# Bêtes de scène
Pour plus de détails, voir Fiche technique et Distribution.
Bêtes de scène (Best in Show) est une comédie américaine sortie en 2000, réalisée par Christopher Guest. Le film suit les préparatifs et les coulisses d'un concours de beauté canin, mettant en scène une galerie de personnages excentriques et leurs chiens de race.
Le film est connu pour son humour subtil et sa satire des concours de beauté et de la culture des expositions canines aux États-Unis. Il a été acclamé par la critique pour ses performances d'acteurs et son écriture comique, devenant rapidement un classique culte de la comédie américaine.

## Synopsis
Chaque année, le Mayflower Kennel Club Dog Show rassemble à Philadelphie, aux États-Unis, des propriétaires de chiens qui se préparent à un concours de beauté canine. Dans ce film, les préparatifs et les coulisses de cet événement sont suivis à travers les histoires de cinq personnages excentriques et leurs chiens de race.
Gerry et Cookie Fleck, avec leur chien Winky qui a déjà remporté plusieurs concours, sont un couple singulier. Cookie, en proie à des remords pour des aventures passées, rencontre souvent des hommes qu'elle a connus dans sa jeunesse. Après le concours, Gerry et Cookie font un album de chansons qu'ils ont écrites pour leur chien.
Harlan Pepper, un vendeur d'articles de pêche ventriloque, participe au concours avec son chien Hubert. Après l'événement, il part travailler dans un kibboutz en Israël.
Scott Donlan et Stefan Vanderhoof, un couple homosexuel, participent avec leur chien shih tzu. Ils se sont rencontrés dans une exposition canine et, après le concours, ils décident de créer un calendrier de photographies de leurs chiens dans des décors de comédies musicales des années 1930.
Sherri Ann Cabot, la propriétaire de Rhapsody in White, et Christy Cummings, la dresseuse, ont déjà remporté deux concours avec leur chienne. Cette année, Rhapsody in White échoue en finale. Après le concours, Sherri et Christy entament une relation amoureuse et lancent un magazine consacré aux problèmes des lesbiennes et de leurs chiens de race.
Hamilton et Meg Swan, un couple stressé, participent avec leur chien Beatrice. Malheureusement, leur chien est disqualifié pour avoir sauté sur le juge.Scott Donlan et Stefan Vanderhoof, un couple avec leur chien shih tzu;  se sont rencontrés dans une exposition canine. Après le concours, ils réalisent un calendrier avec des photographies de leurs chiens mis dans des décors qui évoque des comédies musicales des années 1930.

## Fiche technique
- Titre : Bêtes de scène
- Titre québécois : Le clou du spectacle
- Titre original : Best in Show
- Réalisation : Christopher Guest
- Scénario : Christopher Guest, Eugene Levy
- Directeur artistique : Gary Myers
- Chef décorateur : Joseph T. Garrity
- Décorateur de plateau : Elizabeth Patrick
- Costumes : Monique Prudhomme
- Maquillage : Kate Shorter (key makeup artist)
- Directeur de la photographie : Roberto Schaefer
- Montage : Robert Leighton
- Musique : Alan Silvestri
- Production : 
  - Producteur : Karen Murphy
  - Producteur exécutive : Gordon Mark
- Société(s) de production : Castle Rock Entertainment
- Budget : 6 000 000 $ US[1]
- Pays de production :  États-Unis
- Année : 2000
- Langue originale : anglais
- Format : couleur (Technicolor) – 35 mm – 1,85:1 – DTS – Dolby Digital – SDDS
- Genre : comédie
- Durée : 90 minutes
- Dates de sortie : 
  - États-Unis : 19 septembre 2000
  - France : 2 mai 2001

## Distribution
- Jay Brazeau (VF : Jean Négroni) : le docteur Chuck Nelken
- Parker Posey (VF : Natacha Muller ; VQ : Anne Bédard) : Meg Swan
- Michael Hitchcock (VF : Eric Missoffe ; VQ : Daniel Picard) : Hamilton Swan
- Catherine O'Hara (VF : Hélène Chanson ; VQ : Élise Bertrand) : Cookie Fleck
- Eugene Levy (VF : Michel Papineschi ; VQ : Pierre Auger) : Gerry Fleck
- Carrie Aizley : une spectatrice à Fern City
- Lewis Arquette : Un spectateur à Fern City
- Dany Canino : le juge de l'expo de Fern City
- Bob Balaban (VF : Philippe Bellay) : Dr Theodore W. Millbank, III
- Will Sasso : un employé du Fishin' Hole
- Stephen E. Miller : un employé du Fishin' Hole
- Christopher Guest (VF : Pascal Renwick ; VQ : Hubert Gagnon) : Harlan Pepper
- Michael McKean (VF : Bernard Lanneau ; VQ : Jacques Lavallée) : Stefan Vanderhoof
- John Michael Higgins (VF : Daniel Lafourcade ; VQ : François Sasseville) : Scott Donlan
- Colin Cunningham (VF : Stéphane Marais) : le boucher de New York
- Ed Begley Jr.(VF : Jean-Pierre Leroux) : le directeur de l'hôtel
- Fred Willard (VF : Pierre Laurent ; VQ : Jean-Luc Montminy) : Buck Laughlin
- Malcolm Stewart : Malcolm
- Jennifer Coolidge (VQ : Marie-Andrée Corneille) : Sherri Ann Cabot
- Patrick Cranshaw : Leslie Ward Cabot
- Don Lake (VF : Bernard Demory) : Graham Chissolm
- Jane Lynch (VF : Josiane Pinson ; VQ : Claudine Chatel) : Christy Cummings
- Larry Miller (VF : Patrick Messe ; VQ : Yves Corbeil) : Max Berman
- Jim Piddock (VF : Jérôme Keen ; VQ : Denis Mercier) : Trevor Beckwith
- Camille Sullivan : Philly AM Assistant

Sources et légendes : version française (VF) sur RS Doublage version québécoise (VQ) sur Doublage Québec.